# Alagón del Río
Alagón del Río (antiguamente conocido como Alagón del Caudillo, cambió de denominación a partir del momento en el que fue declarado municipio independiente) es un municipio de la provincia de Cáceres, en la comunidad autónoma de Extremadura, en España. Fue creado como poblado de colonización en los años 1950 en el término municipal de Galisteo, del cual se independizó en noviembre de 2009.

## Localización
Alagón del Río está conectado a Coria, Plasencia, Navalmoral de la Mata y Galisteo por la EX-108, junto a la cual se está construyendo la autovía EX-A1. Una carretera de regadíos lleva a Montehermoso y Carcaboso pasando por la ermita de Valdefuentes.

## Historia

### Poblado de colonización
Alagón del Caudillo fue creado como pueblo de colonización, principalmente para acoger a la población de Granadilla y Martinebrón que, con la construcción del embalse de Gabriel y Galán quedarían sepultados bajos las aguas. Sin embargo, con el tiempo se fueron asentando personas de distintas procedencias. Junto a Alagón se construyeron otros poblados de colonización como Valrío, El Batán, Puebla de Argeme y Rincón del Obispo. El 18 de marzo de 1955 se aprobó el Decreto del Plan General de Colonización de la zona regable de Gabriel y Galán, que se publicó en el BOE el 16 de abril. El Instituto Nacional de Colonización se encargó de redactar el plan de colonización de acuerdo con la ley. Después se iniciaron las obras de infraestructura necesarias. El pueblo fue planeado en 1957 por el arquitecto José Subirana Rodríguez.
Por una parte se realizaron grandes obras hidráulicas, como el pantano de Gabriel y Galán (cuya construcción ya estaba avanzada), la presa de Valdeobispo, canales y redes de acequias. Por otra parte, comenzaron las obras para la regar y colonizar la zona. A partir de 1957 se desbrozó y allanó la dehesa sobre la que se situaría el nuevo pueblo y las parcelas de cultivo. La primera partida de colonos llegó en abril de 1958 procedente de Granadilla El 9 de octubre llegó otro grupo. Posteriormente fueron llegando grupos de colonos afectados por el pantano en la provincia de Salamanca, viniendo de pueblos como Martinebrón (Sotoserrano), y otros pueblos y alquerías de las Hurdes, como Arrofranco.
Aunque a cada familia le fue asignada una vivienda y una parcela, tuvieron que alojarse durante algún tiempo en unas naves, denominadas barracones. Las primeras viviendas comenzaron a entregarse a partir de 1960, aunque el suministro eléctrico no llegó hasta 1964 y el agua corriente se instaló en 1969. Durante estos primeros años el pueblo estaba incomunicado por carretera y para poder desplazarse hasta Galisteo tenían que cruzar el río en barca y hacer a pie el resto de los tramos del camino. Por otro lado, tampoco existía ningún tipo de servicio, y las primeras cosechas se perdieron por no estar concluida la red de canalización, obligando a varias familias a irse del pueblo por la mala situación económica. Poco a poco las cosas fueron mejorando y la gente fue adaptándose a la nueva situación, recuperando la ilusión y luchando por mejorar el pueblo.

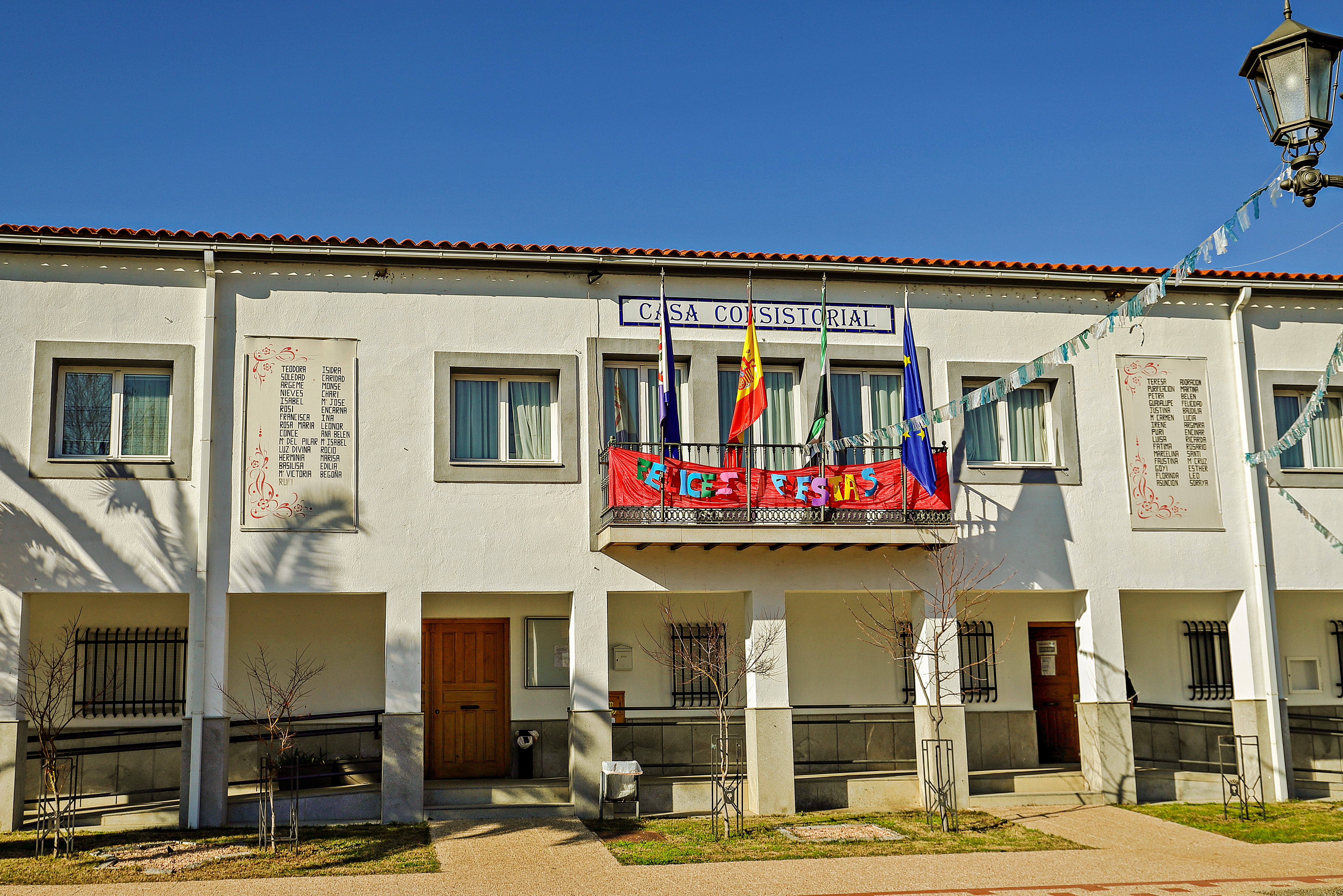
Ayuntamiento de Alagón del Río

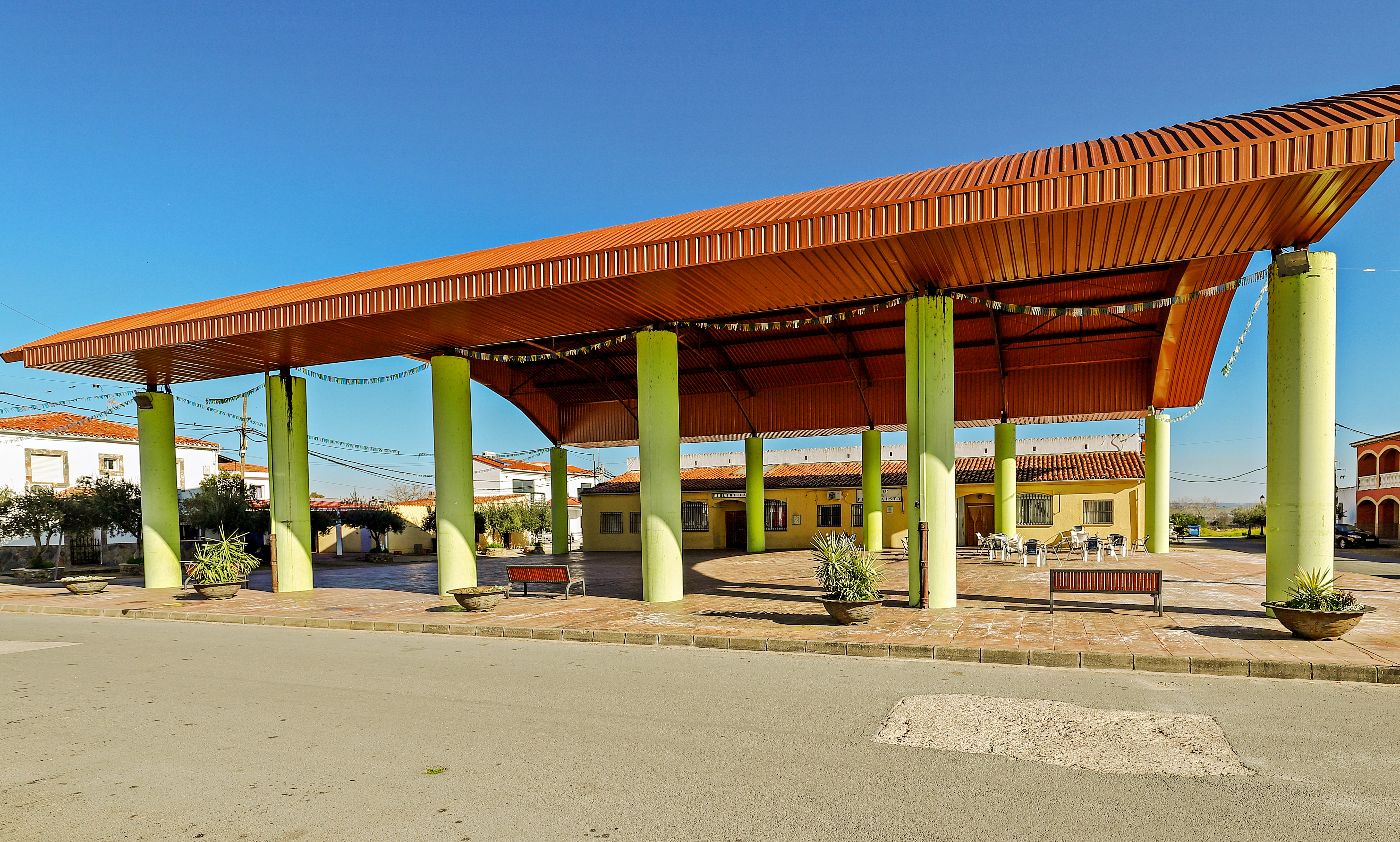
Plaza en Alagón del Río

### Pedanía de Galisteo
En 1979 pasa a depender administrativamente del municipio de Galisteo, en cuyo término municipal se encontraba. El alcalde de Galisteo nombraba un representante suyo en la pedanía. En 1983 se nombró por primera vez un concejal especial delegado para Alagón del Caudillo. En 1983 pasó a llamarse simplemente Alagón.
Los vecinos querían que Alagón pasara a ser un municipio independiente, y en 1995 todos los partidos políticos del lugar prometieron que Alagón pasara a ser entidad local menor.

### Entidad Local Menor
El 26 de noviembre de 1996 la Junta de Extremadura aprobó la constitución de la Entidad Local Menor de Alagón. Con este decreto se iniciaba el camino a la independencia de Galisteo. El 7 de mayo de 1997 la diputación de Cáceres designó una comisión gestora que gobernase la entidad. El 23 de febrero de 1999 la Junta de Extremadura definió los límites territoriales de Alagón.

### Municipio
El 23 de diciembre de 2008 se hizo una consulta popular para elegir el nombre del nuevo municipio, al existir un municipio llamado Alagón en la provincia de Zaragoza. Los vecinos eligieron el nombre de Alagón del Río.
En noviembre de 2009 Alagón del Río se independizó oficialmente de Galisteo, y se convirtió en municipio.

## Demografía
| Gráfica de evolución demográfica de Alagón del Río entre 2011 y 2021 |
| |
| Población de derecho según los censos de población del INE Población de hecho según los censos de población del INEEntre el censo de 2011 y el anterior, aparece este municipio porque se segrega del municipio Galisteo en 2009. |

## Patrimonio
Iglesia parroquial católica bajo la advocación del Espíritu Santo, en la diócesis de Coria, inaugurada el 10 de noviembre de 1958. 
En su interior hay una imagen del Cristo de la Salud del siglo XVI rescatado de Granadilla.

## Cultura

### Heráldica
El escudo de Alagón fue aprobado mediante la "Orden de 29 de junio de 2000, por la que se aprueba el Escudo Heráldico y la Bandera Municipal para la Entidad Local Menor de Alagón", publicada en el Diario Oficial de Extremadura el 11 de julio de 2000 tras ser aprobada por la Consejera de Presidencia María Antonia Trujillo. La junta vecinal había aprobado el escudo el 24 de marzo y dicho escudo recibió informe favorable del Consejo Asesor de Honores y Distinciones de la Junta de Extremadura el 1 de junio. El escudo se define así

Escudo en plata, dos ondas de azur sumadas de árbol arrancado de sinople, frutado de oro. En Bordura de gules cuatro granadas de plata rajadas de gules. Timbrado de corona real cerrada.

### Fiestas locales
Alagón celebra las siguientes fiestas locales:
- Fiesta del Cristo (14 de septiembre).
- Martes de Carnaval.
- Santo Domingo (4 de agosto).

## Ayuntamiento
| Partidos políticos en el Ayuntamiento de Alagón del Río (2023-2027) |            |
| Partido político                                                    | Concejales |
| Partido Socialista Obrero Español (PSOE)                            | 4          |
| Levanta                                                             | 3          |